# Castillo de Castellciuró
Castellciuró es un castillo ubicado en el municipio de Molins de Rey, en el Bajo Llobregat, en la sierra de Collserola, muy cerca de la ermita de Santa Cruz de Olorde y del Puig de Olorda. Actualmente se encuentra en ruinas, aunque estas han sido restauradas, y también hace la función de mirador.
Documentado en 1066, la parte más antigua de los restos de este castillo es un muro en opus spicatum (obra de piedras inclinadas, alternando el sentido de la inclinación en cada hilada) muy bien construido, que podrían ser de origen visigótico ( siglo VIII) o prerrománico (siglo X) y fueron destruidas sobre el año 985 por las hordas sarracenas de Almanzor. De sus restos escasas destacan un par de muros y una cisterna enclavada en la roca.
El castillo fue construido donde estaba la torre de Guadallo (mencionada en el año 998), a 155 metros de altura y en un lugar bastante estratégico. Está situado en el cerro más occidental del ramal que sale de la colina de Can Ribes unido, y a muy poca distancia, con el Puig de Olorda. Esta situación hace que tenga una buena perspectiva del curso del río Llobregat y de la villa de Molins de Rey. Fue concedido a los hospitalarios en el siglo XII según consta en un documento de 1162 en lo que es conocido como «Cidró». En 1202 era propiedad de la Orden del Temple.
Un siglo después el castillo pasaría al dominio directo del rey Jaime II. En 1320, el soberano concedió permiso a Simón des Llor (de Lauro) para edificar un nuevo castillo en el lugar, y en 1332 Molins de Rey y el lugar de Ciuró fueron vendidos por 10 000 sueldos. En 1632, «Molins de Rey» y «Santa Creu d'Olorda» constan como lugares de propiedad de la condesa Benavent, si bien entonces el castillo ya debía encontrarse en muy mal estado de conservación. El actual propietario es el señor Lluís Vila, vecino de Molins de Rey.